# Kaon
För andra betydelser, se Kaon (olika betydelser).
Kaonen (även K-meson) är en subatomär partikel som tillhör familjen mesoner. Det finns fyra olika kaoner. Två är laddade: K+ är positivt laddad och består av en uppkvark och en antisärkvark, K- är negativt laddad och består av en särkvark och en antiuppkvark. Två är neutrala, deras kvarkar har motsatta laddningar som tar ut varandra: K0 består av en nerkvark och en antisärkvark och K0 består av en särkvark och en antinerkvark.

## Egenskaper

Sönderfallet av en kaon till tre pimesoner(2, 1) är en process som involverar både svag växelverkan och stark växelverkan.
Svag växelverkan : Anti-s-kvarken i kaonen omvandlas till en anti-uppkvark genom att skicka ut en W-boson som sedan sönderfaller till en antinerkvark och en uppkvark.
Stark växelverkan : En uppkvark skickar ut en gluon (g) som sönderfaller till ett par av ner- och antinerkvarkar.

Kaonen har spinn 0, och är den lättaste av särmesonerna, det vill säga en meson där en av kvarkarna som den består av är en särkvark.

### K+
K+ har en massa på 494 MeV/c2 och en medellivslängd på 1,2×10-8 sekunder.

### K-
K- har en massa på 494 MeV/c2 och en medellivslängd på 1,2×10-8 sekunder.

### K0
Det finns två neutrala K-mesoner, K0 och K0, som är varandras antipartiklar. Båda har en massa på 498 MeV/c2. De är däremot inte egentillstånd för svag växelverkan, vilket avgör hur de sönderfaller. Det är istället de blandade tillstånden K0S (K0 short) och K0L (K0 long) som har  väldefinierade medellivslängder, 9,0×10-11 s, respektive 5,1×10-8 s.

## Sönderfall
Kaoner sönderfaller till pioner (π-mesoner).

## Historia
Kaonen observerades för första gången av Cecil Frank Powell (1947).
James Cronin och Val Fitch upptäckte 1964 att CP-symmetrin inte bevaras vid neutrala kaoners sönderfall, vilket gav dem nobelpriset i fysik 1980.